# Duoda
  Duoda  (llatí: Dhuoda)  (Marca Hispànica, c. 800 - Usès, Després de 843), o Dhuoda, fou comtessa de Barcelona i Girona i duquessa de Septimània. Fou una dama d'estirp noble carolíngia (segle ix), hipotèticament filla de Sanç I Llop, duc de Gascunya (775-816) i d'Ailona Asnarès d'Aragó (filla d'Asnar I Galí, comte d'Aragó).

## Biografia
Nascuda en una família de l'alta noblesa a principis del segle IX (c.810), la van casar l'any 824 amb Bernat de Septimània, fill de Guillem I de Tolosa, cosí de Carlemany. Junts van tenir tres fills: Guillem, Bernat i Regelindis (Roselinda). Poc després del naixement de Guillem de Septimània, el 29 de novembre del 826, Bernat va enviar la seva dona al castell d'Usès, al sud-oest de França, on sembla que va passar la resta de la seva vida, separada del seu marit. Guillem va ser enviat a la cort de Carles el Calb, com a prova de la lleialtat de Bernat cap al rei. El 22 de març de 841 va néixer Bernat, a qui el pare es va endur, per les presses, a la Cort a Aquitània, sense batejar. Duoda va aprendre a viure sola, a governar els camps, i fins i tot va demanar préstecs a cristians i jueus per armar el seu marit.

## Liber Manualis
Sola i enyorada en el seu castell, va començar a escriure, el 30 de novembre de 841, un manual d'educació per al seu primogènit, el Manual per al meu fill (Liber Manualis), que va acabar el 2 de febrer de 843, sent considerat el primer tractat pedagògic de l'edat mitjana. Aquest tractat, avui de gran importància històrica més que literària, va ser una manera d'intentar mantenir el vincle amb el fill arrabassat. Constitueix un veritable tractat de teologia moral per seglars, i és important per ser la primera obra d'aquest gènere escrita per una dona.
En el tractat, escrit en un llatí «molt subtil, complex i poc ortodox», altament personal, li explica els seus ideals religiosos i mundans, "... es tracta d'un notable retrat d'una dama digna i culta, colpejada, però no abatuda per les dificultats de la vida". El llibre està dividit en una introducció, una invocació, un pròleg, un prefaci, una justificació i onze capítols on exposa molt clarament el doble sistema de valors que Duoda desitjava presentar el seu fill: el servei a Déu, per descomptat, però també l'adequada defensa de l'ideal d'una existència noble en aquesta vida. Entre altres coses, parla de l'amor a Déu, la fe esperançadora, el respecte al pare, als avantpassats i als governants (especialment al rei) i de les obligacions dels nobles i dels rics vers els més desvalguts. Duoda insisteix que ha d'actuar noblement, respectant els rangs i fent regals, però mostrant també cortesia amb tots, no només amb els seus iguals. Duoda està convençuda que aquesta conducta, quan es combina amb la devoció cristiana, li portarà tanta felicitat terrenal com la salvació eterna.
El seu llibre és un notable retrat de la mateixa Duoda amb tot el seu anhel humà d'una vida normal amb els seus fills, però amb una autèntica devoció religiosa i la dignitat i l'autocontrol que es podia esperar d'una dona de la seva nissaga.

## Matrimoni i descendència
Esposa de Bernat de Septimània, comtessa de Barcelona i Girona i duquessa de Septimània, amb qui va tenir una filla, Regelindis, i dos fills, Guillem de Septimània i Bernat, nomenat com el seu progenitor.

## Context històric
El segle IX —el segle en el qual va viure la comtessa Duoda— fou, a gairebé tota l'Europa fins aleshores habitada, un segle difícil i bastant violent. Els comtats del sud de la corona franca, incloent-hi els de la Marca Hispànica, eren territoris que patien els enfrontaments de la noblesa, per una banda amb la cort, per fer servir la seva influència al costat del rei, i per l'altra, amb els seus iguals, per dominar terres i habitants i per sostreure les màximes rendes possibles. Els membres masculins de la noblesa es dedicaven fonamentalment a l'«ofici de les armes», tret d'aquells que seguien la carrera eclesiàstica, i/o es dedicaven al món de les lletres. Alguns d'aquests, els més excel·lents d'entre ells, varen ser cridats per Carlemany per organitzar l'Escola Palatina i l'administració de l'imperi. Encara no se sap, a hores d'ara, si l'emperador va comptar amb l'ajut i consell d'algunes dones nobles, laiques o religioses, en les reformes que va promoure. Al segle ix va viure una dona, noble, la comtessa de Barcelona i duquessa de Septimània, Duoda. Ella és un bon exemple del valor simbòlic i material de la maternitat, i del sofriment i angoixa que pot patir una mare quan s'utilitza políticament la maternitat. Sembla que Duoda va néixer cap al 803, i va morir en una data imprecisa dels anys quaranta del mateix segle (posterior al 2 de febrer del 843).